# برمجيات وسيطة

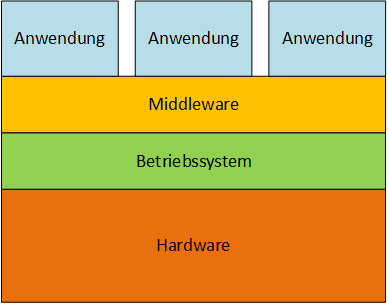

البرمجيات الوسيطة (بالإنجليزية:  Middlewares)‏ هي مجموعات من الخدمات الشبكية المتخصصة والمشتركة بين التطبيقات والمستخدمين. وتسمح هذه العناصر البرمجية للتطبيقات والشبكات بالاتصال فيما بينها واستغلال طاقاتها المشتركة لمعالجة البيانات.
وتعمل البرمجيات الوسيطة أيضا كعناصر للدمج ما بين التطبيقات التي تستخدم أنساق بيانات مختلفة. ونظرا لدورها هذا فإن البرمجيات الوسيطة هي عالم مستقل بحد ذاته تلعب فيه مفاهيم التحقق من الهوية ، والتعريف الشخصي ، والتفويض ، وخدمات الأدلة (حيث تحفظ السمات الأساسية للمستخدمين)، والأمن، دورا هاما جدا.